# Zentrale Evaluations- und Akkreditierungsagentur

Logo der ZEvA Hannover

Die Zentrale Evaluations- und Akkreditierungsagentur (ZEvA) wurde 1995 vom Land Niedersachsen und den niedersächsischen Hochschulen gegründet und 2008 in eine unabhängige private Stiftung mit Sitz in Hannover umgewandelt. 
Sie ist in fünf Arbeitsbereiche gegliedert: Programmakkreditierung, Systemakkreditierung, Internationale Verfahren, Zertifizierung und Validierung sowie Evaluation und Beratung. Am 4. Februar 2000 wurde sie von der Stiftung zur Akkreditierung von Studiengängen in Deutschland zertifiziert und ist die erste deutsche Akkreditierungsagentur im tertiären Bildungssektor. ZEvA akkreditiert und evaluiert in Deutschland, Europa und darüber hinaus. Sie ist eine der wenigen Agenturen, die fächer- und hochschulübergreifend tätig ist und deckt somit sämtliche Hauptstudienbereiche an Hochschulen und Universitäten in der externen Qualitätssicherung ab. 

## Mitgliedschaften
- European Association for Quality Assurance in Higher Education (ENQA)
- European Consortium for Accreditation in Higher Education (ECA)
- European Quality Assurance Register (EQAR)
- Deutsche Gesellschaft für Evaluation (DeGEval)